# Ромашко, Евгений Викторович
Евгений Викторович Ромашко (род. 1 февраля 1962 года, Запорожье, Запорожская область, УССР, СССР) — российский художник-живописец, мастер пейзажа. Академик РАХ (2009; член-корреспондент 2007). Народный художник Российской Федерации (2012).

## Биография

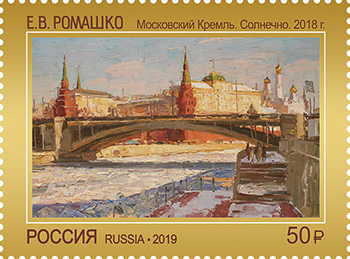
Почтовая марка России, 2019 год.
Серия «Современное искусство России».
Е. В. Мурашко. Картина «Московский Кремль. Солнечно». 2018 г.

Родился 1 февраля 1962 года в г. Запорожье Украины, живёт и работает в Москве.
В 1980 году — окончил Республиканскую художественную среднюю школу имени Т. Г. Шевченко в Киеве, в 1985 году — Московское высшее художественно-промышленное училище.
В 2007 году — избран первым вице-президентом Творческого союза художников России и членом-корреспондентом РАХ.
В 2009 году — избран действительным членом РАХ.
С 2009 года — заведующий кафедрой академической живописи МГХПА имени С. Г. Строганова.
с 2014 года — член Президиума РАХ.
Член Московского союза художников, Международного художественного фонда.
Член рабочей группы Комиссии при Президенте российской Федерации по государственным наградам и рассмотрению вопросов присвоения почетного звания «Народный художник Российской Федерации».
Работы находятся в музеях и частных коллекциях России и за рубежом.

### Защита кандидатской диссертации и подозрения в плагиате
В 2010 году — защитил кандидатскую диссертацию, тема: «Развитие цветовосприятия на занятиях по живописи: у студентов начальных курсов художественных факультетов педагогических вузов».
По данным вольного сетевого сообщества «Диссернет», кандидатская диссертация, защищенная в 2010 году, содержит масштабные заимствования, не оформленные как цитаты.

## Награды
- Орден «За заслуги в культуре и искусстве» (31 июля 2025 года) — за большой вклад в развитие отечественной культуры и искусства, многолетнюю плодотворную деятельность[3]
- Орден Дружбы (24 января 2018 года) — за заслуги в развитии отечественной культуры и искусства, многолетнюю плодотворную деятельность[4]
- Народный художник Российской Федерации (16 июля 2012 года) — за большие заслуги в развитии отечественной культуры и изобразительного искусства, многолетнюю творческую деятельность[5]
- Заслуженный художник Российской Федерации (15 января 2004 года) — за заслуги в области искусства[6]